# Ballyconneely
Ballyconneely (Baile Conaola en irlandais) est un village du comté de Galway en république d'Irlande, situé sur une péninsule, à 20 km au sud de l'ouest de Clifden.

## Toponymie
Ballyconneely signifie le village de Conneely. Le nom est utilisé aussi pour la baie située au sud du village: la Baie de Ballyconneely, Ballyconneely Bay en anglais ou, Cuan Bhaile Conaola en irlandais.

## Sites remarquables
- Le château de Bunowen (Bunowen Castle), château néogothique du XIXe siècle, à l'abandon et actuellement en ruines.
- Doon Hill, colline isolée dominant la péninsule et surmontée des ruines d'un ancien bunker.

## Culture populaire
Ballyconneely est mentionnée dans la chanson Les Lacs du Connemara de Michel Sardou, avec Tipperary et Galway : De Tipperary, Ballyconneely et de Galway, ils sont arrivés dans le comté du Connemara.